# أوقاف أفريقيا
أوقاف إفريقيا (بالإنجليزية: AWQAF Africa)‏ (المعروف أيضًا أو يشار إليه باسم AWQAF أو الأوقاف) تخدم جميع بلدان أفريقيا : الجنوب والشمال والغرب والشرق والمناطق الإقليمية الأخرى للقارة بما في ذلك جزرها في المحيطين الهندي والأطلسي والبحر الأبيض المتوسط ، أيضًا مثل جزر الهند الغربية . أوقاف أفريقيا، من وقت لآخر، تمتد أعمالها إلى جميع المسلمين خارج القارة - وخاصة في العالم الإسلامي. وتنفذ أوقاف أفريقيا مشاريعها في جميع أنحاء العالم – العولمة تحت راية الإسلام. 

## البداية
تأسست أوقاف أفريقيا على يد الشيخ أبو عبد الله أديلابو دكتوراه (داماس)، أثناء دراسته للدراسات العليا في دمشق في أوائل التسعينيات، وهو عالم ورجل دين مسلم من غرب أفريقيا من أصل نيجيري وهو أول أمير (أي رئيس) للمنظمة الدولية. 

## الطبيعة والأنشطة
الأوقاف الأفريقية هي منظمة دولية مدمجة في هيكلها مع الاتحاد الأفريقي الإسلامي، تعمل على تخفيف المعاناة الإنسانية بين مسلمي أفريقيا - على وجه الخصوص وكهدف أساسي - وفي جميع أنحاء العالم - حسب الضرورة. والهدف من ذلك موجه لجميع دول القارة، وخاصة مجتمعاتها الإسلامية حيث تقوم كل جمعية وطنية بتنفيذ برامج الأوقاف الأفريقية. وتظل الإغاثة والكرامة الإنسانية والارتقاء الروحي من الأهداف الرئيسية للهيئة الدولية. ومن خلال التعليم في كلية أوقاف أفريقيا الإسلامية المفتوحة في لندن، تبحث المنظمة عن أسباب المعاناة والفقر وكراهية المسلمين وتحاول القضاء عليها تحت راية الإسلام اللطيف.

## التعليم
تقول المنظمة إنها أنشأت الكلية المفتوحة بهدف تزويد المسلمين من أصول أفريقية بشكل خاص بالدراسات والمؤهلات التي تمكنهم من خدمة أنفسهم ومجتمعاتهم الإسلامية. تقدم كلية أوقاف أفريقيا لأفرادها وسيلة بديلة للتعلم بأقصى قدر من المرونة، حتى يتمكنوا من بناء برنامج دراسات يناسب احتياجاتهم الشخصية والمجتمعية والتكيف وفقًا لذلك. تعطي الأوقاف الأفريقية الأولوية لأولئك الذين يخدمون أو ينوون خدمة المجتمعات الإسلامية من خلال التعاليم والمواعظ أو الإدارة والتطوير الوظيفي.  تشمل المشاريع التي تدعمها أوقاف أفريقيا البوابات الإسلامية دين الإسلام دوت كوم و إسلام إفريقيا دوت كوم .

## الوضعية
أوقاف أفريقيا هي مؤسسة مستقلة ذات مبدأ ثابت يتمثل في البقاء على الحياد والنأي بنفسها عن استغلال السياسيين، أو جماعات الضغط من رجال الأعمال البارزين، أو الانتماءات إلى النضالات العسكرية. ترى الأوقاف الإفريقية أن الجهاد أو النضال في سبيل الإسلام هو عقيدة وواجب، وبالتالي لا تؤيد أي نضال غير النضال الإسلامي. 